# Quartier Saint-Patern
Pour les articles homonymes, voir Saint Paterne.
Saint-Patern est un quartier de la ville de Vannes, situé au centre de la ville au nord-est de l'intramuros. Le quartier tire son nom de l'église Saint-Patern située en son centre. Il est délimité par les rues du lieutenant-colonel Maury et Francis Decker à l'ouest, le boulevard de la Paix au nord et la rue de Saint-Tropez au sud et à l'est.

## Histoire
L'actuel quartier Saint-Patern est situé sur les pentes de la colline de Boismoreau, qui était l'implantation de l'antique Darioritum, fondé au Ier siècle av. J.-C.. À ce titre, de nombreux vestiges gallo-romains y ont été retrouvés : le forum, des thermes, des villas… Le peuplement du quartier disparaît à partir du IIIe siècle, lorsque les gallo-romains se retranchent derrière des murailles sur la colline du Mené, lors de la période troublée de la chute de l'Empire romain.
Les siècles qui suivent sont mal documentés, mais il semblerait qu'une église ait été assez tôt bâtie à cet endroit (au VIIe siècle ?), consacrée à Saint Patern (Ve siècle). C'est en 465 en effet qu'est consacré Patern comme premier évêque de la ville lors du concile éponyme. Cette église est détruite au Xe siècle, lors des invasions normandes, puis reconstruite au siècle suivant. L'importance du pèlerinage du Tro Breizh fait que la population augmente autour de celle-ci. Le faubourg Saint-Patern, premier repeuplement extra-muros est ainsi rétabli au XIIe siècle, dans lequel est bâti un hôtel-Dieu dédié à saint Nicolas. La communication entre l'intra-muros et le faubourg se fait par la porte Saint-Patern.
La fin du XIVe siècle a vu le duc Jean IV choisir Vannes comme siège de la cour et de l'administration. De nombreux chantiers sont alors engagés : extension des remparts vers le sud, rénovation de la cathédrale… C'est dans le faubourg Saint-Patern (ainsi que dans ceux de Saint-Salomon, à l'ouest, et du Mené, au nord) que se retrouvent les industries et les activités polluantes (draperie, tannerie, boucherie…), rendues nécessaires par l'essor démographique et ses constructions neuves. Le faubourg se peuple donc plus densément et, au XVe siècle, on y dénombre 152 maisons, 100 jardins et 63 « places » (terrains vagues ou à bâtir). 
De grands aménagements sont encore réalisés à la fin du XVIIe siècle, lors de l'« exil » du parlement de Bretagne à Vannes. Les jardins de la Garenne sont ainsi aménagés et une fontaine publique est inaugurée en 1687. À la même époque, on signale l'existence d'un couvent de Jacobins à proximité de l'hôpital Saint-Nicolas. La population de cette zone augmente rapidement au cours de ce siècle et du suivant, captant l'exode rural des environs. Le quartier, de rural, devient ouvrier et populaire.
En 1790, au début de la Révolution, les paroisses de Saint-Salomon et du Mené sont supprimées, seules celles de Saint-Pierre (cathédrale) et de Saint-Patern subsistent. Le couvent des jacobins devient une gendarmerie. En 1794, à l'apogée de la Terreur, l'église devient écurie, tandis que la cathédrale devient « Temple de la Raison ». En 1795, les chefs de l'expédition de Quiberon sont mis à mort à la Garenne.
En 1865 est construite la nouvelle préfecture du Morbihan au cœur de grands jardins.

## Église Saint-Patern
Une première église voit le jour sur le site entre le Ve et le IXe siècle. Cette première église est détruite au Xe siècle lors des invasions normandes en Bretagne. L'édifice est reconstruit au siècle suivant et est pendant tout le Moyen Âge une importante étape de pèlerinage. Saint Patern, premier évêque attesté de l'évêché de Vannes est un des sept saints fondateurs de Bretagne. Ses reliques, conservées à Vannes, attirent la foule des pèlerins du Tro Breizh. Le pèlerinage crée de grands troubles dans la ville au XIVe siècle. Le clergé de Saint Patern et les chanoines de la cathédrale se disputent le droit de présenter les reliques, de recevoir les vénérations, et donc les offrandes. Les fidèles de la paroisse de Saint Patern défendent leurs droits contre les chanoines aidés par des sergents du duc. Les paroissiens font le guet et s'enferment dans l'église à l'arrivée des partisans des chanoines. Le clergé recommande cependant aux fidèles de jeter les offrandes par les fenêtres de l'église. L'affaire est réglée par l'intervention du clergé de Rome. Au XVe siècle, le pèlerinage fut en partie délaissé après le passage et la prédication de Saint Vincent Ferrier, qui fit de l'ombre au saint fondateur. L'église romane fut victime des tempêtes en 1721-1726. L'édifice actuel a été reconstruit dès 1727 sur les plans de l'architecte vannetais Olivier Delourme. Le grand escalier, la tour de granit et sa lanterne sont commencés en 1769, mais la flèche ne peut être achevée qu'en 1826. De janvier 2007 à mars 2008, l'église connaît une restauration complète dans le style baroque d'origine : toiture, charpente et voûte en lambris, enduits, étanchéité, installations électriques, consolidation du clocher, réfection complète du dallage avec intégration d'un plancher chauffant, ré-aménagement du chœur avec la pose d'un ensemble de stalles de chœur en chêne massif sculpté datant du XVIIe siècle.
Ce monument fait l’objet d’un classement au titre des monuments historiques depuis le 19 octobre 2005.

## Équipements du quartier
- église
- Foyer Post-Cure de Nuit

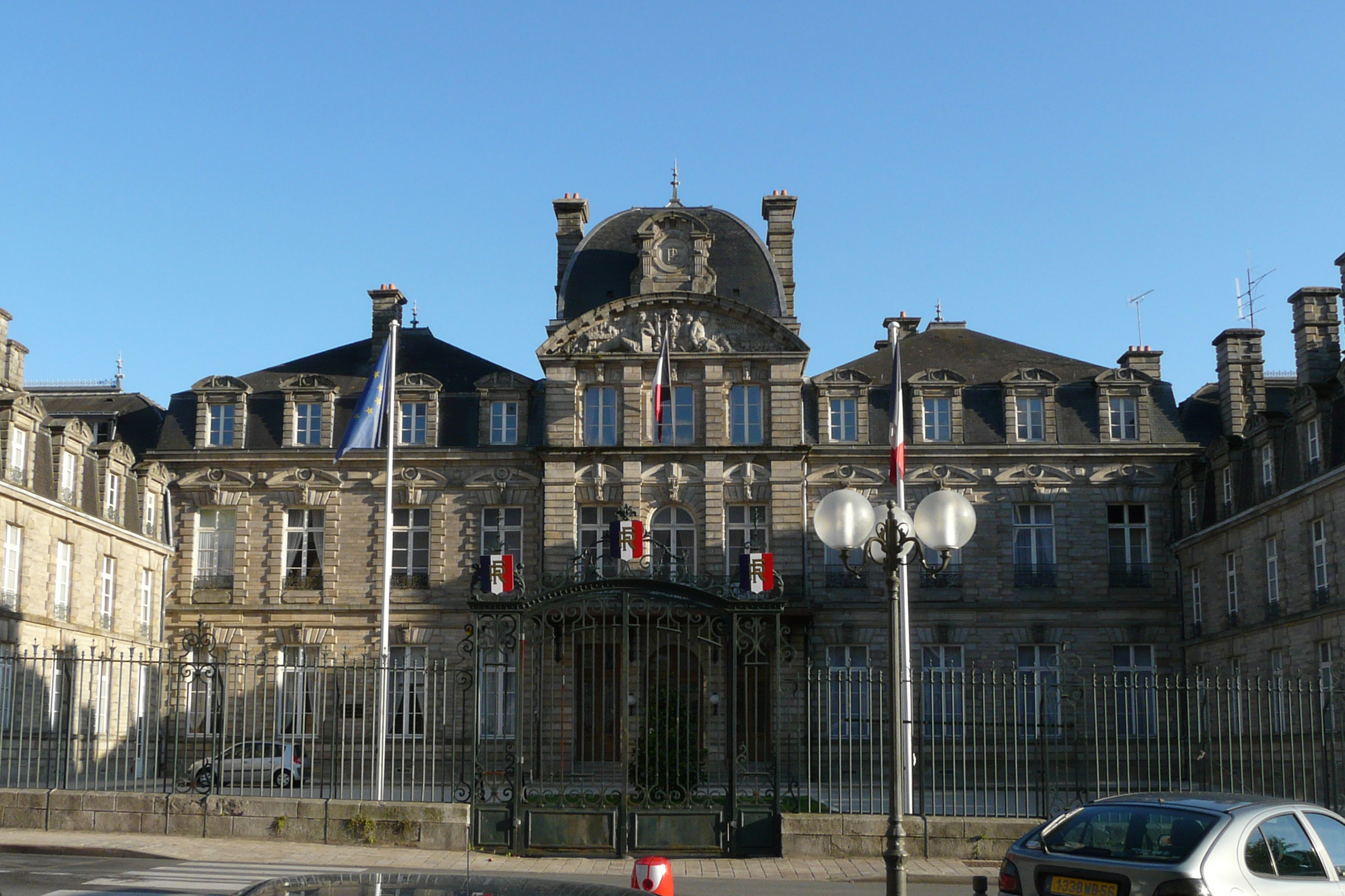
La préfecture du Morbihan

- Préfecture du Morbihan / Jardins de la préfecture
- Jardins de la Garenne / Mémorial des deux guerres
- Hôtel du département